# Gambie (royaume du Commonwealth)
Pour les articles homonymes, voir Gambie (homonymie).
18 février 1965 – 24 avril 1970
Entités précédentes :
- Colonie et protectorat de Gambie

Entités suivantes :
- République de Gambie

La Gambie (en anglais : The Gambia) est un royaume du Commonwealth pendant cinq ans, depuis l'indépendance du pays, le 18 février 1965, jusqu'à sa transformation en république à la suite d'un référendum le 24 avril 1970. Pendant cette période, Élisabeth II est reine de la Gambie et Dawda Jawara est Premier ministre du pays.

## Histoire

### Indépendance
Le processus d'indépendance de la colonie et protectorat de Gambie débute à la fin des années 1950. En septembre 1959, le droit de vote est étendu à tous les citoyens adultes. Une nouvelle Constitution coloniale entre en vigueur en avril 1960. Le Conseil législatif devient la Chambre des représentants, dont 27 membres sont élus, 3 nommés et 4 ex officio. Des élections sont organisées en mai et l'indépendance du pays est annoncée pour avril 1961, coïncidant avec celle de la Sierra Leone. Cependant, elle ne se concrétise pas.
En 1961, le Premier ministre Pierre Sarr N'Jie (en) se rend à Dakar en vue d'un rapprochement avec le Sénégal nouvellement indépendant, et les autorités sénégalaises se rendent à Bathurst. Les négociations n'aboutissent pas. En juillet, il est convenu d'accorder l'autonomie interne à la Gambie en mai 1962, mais aucune disposition n'est alors prévue pour l'indépendance. Des élections ont lieu en 1962, lors desquelles le Parti populaire progressiste (en) (PPP) remporte 18 sièges contre 13 pour le Parti unifié (en) (UP), et Dawda Jawara devient Premier ministre.
Avec l'arrivée au pouvoir de Dawda Jawara, l'administration coloniale commence à se retirer progressivement de la Gambie, et l'autonomie est accordée en 1963. Dawda Jawara devient ainsi le premier chef du gouvernement de la Gambie autonome. L'indépendance est obtenue le 18 février 1965, en qualité de royaume du Commonwealth, avec la reine Élisabeth II comme chef d'État, représentée dans le pays par le gouverneur général de la Gambie.

### Transition républicaine

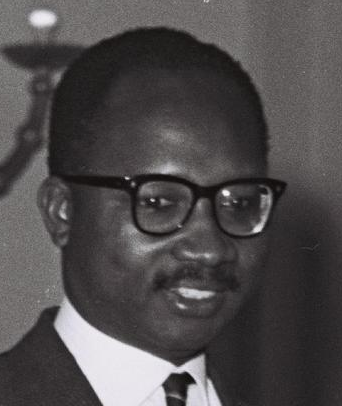
Dawda Jawara, Premier ministre de Gambie (1962).

L'accession du pays à l'indépendance pose à nouveau la question de la viabilité économique du pays, qui repose à l'époque sur la culture de l'arachide, un produit dont le marché compte de nombreux concurrents et qui, en 1966, représente 90 % des exportations gambiennes. C'est pourquoi un rapprochement avec le Sénégal, comme le recommandait déjà un rapport de l'ONU en 1963, est un temps envisagé. Ce rapprochement est néanmoins entravé par la crise politique de 1962 au Sénégal, les pressions exercées sur le parti de Dawda Jawara et les désaccords entre les gouvernements gambien et sénégalais, principalement au moment le plus opportun pour établir ce partenariat.
En juin 1965, le Parlement adopte une motion visant à transformer le pays en république un an après l'indépendance (comme l'ont fait d'autres pays africains membres du Commonwealth des Nations, tels que le Kenya et l'Ouganda). Cette décision de Jawara entraîne la rupture de la coalition entre le PPP et le Parti unifié, qui dirigeait le pays depuis l'indépendance. Le sujet est soumis à un référendum entre le 18 et le 26 novembre 1965, avec un résultat de 61 568 voix contre et 31 921 voix pour, et la Gambie reste une monarchie dans les premières années de son indépendance.
En 1969, le comité exécutif du PPP présente de nouveau au Parlement un projet de Constitution républicaine. Le projet est approuvé par le Parlement (88 voix pour et 8 contre) et soumis à un référendum en avril 1970. Le résultat est de 84 068 voix pour et 35 683 contre. La république est officiellement proclamée quelques jours plus tard, le 24 avril 1970. Dawda Jawara, devenu président de la République de Gambie, remplace Élisabeth II comme chef d'État tandis que le poste de Premier ministre est supprimé, faisant passer le pays d'un régime parlementaire à un régime présidentiel. La Gambie reste membre du Commonwealth des Nations en tant que république du Commonwealth.